# Caspar Austa
Caspar Austa (Elva, URSS, 28 de enero de 1982) es un deportista estonio que compitió en ciclismo en las modalidades de ruta y montaña (campo a través). Ganó una medalla de bronce en el Campeonato Europeo de Ciclismo de Montaña en Maratón de 2009.

## Medallero internacional
| Campeonato Europeo | Campeonato Europeo | Campeonato Europeo | Campeonato Europeo |
| Año                | Lugar              | Medalla            | Competición        |
| ------------------ | ------------------ | ------------------ | ------------------ |
| 2009               | Tartu (Estonia)    | Medalla de bronce  | Campo a través     |